# Юровская, Эльга Павловна
Э́льга Па́вловна Юровская (урождённая Рогова, 13 июня 1929 — 21 сентября 2019, Санкт-Петербург) — советский и российский историк философии. Доктор философских наук (1986), профессор (1987). Профессор кафедры культурологии, философии культуры и эстетики Института философии Санкт-Петербургского государственного университета.

## Биография
Родилась в семье военного лётчика: отец — Рогов Павел Петрович (1905—1937), мать — Рогова (Анастасенко) Галина Львовна (1905—1986). В 1947 году окончила школу № 57 г. Москвы с серебряной медалью и поступила в МГИМО при МИД СССР. Эльга Павловна в 1952 году окончила Историко-международный (Западный) факультет МГИМО с красным дипломом, где углубленно изучала французский язык и культуру. Благодаря обучению в МГИМО исследователь приобрела широкий кругозор в области гуманитарного знания, умение видеть связи между маличными сферами общественной жизни. Именно в тот период Эльга Павловна определила свои научные интересы в области духовной жизни Франции, что позволило в дальнейшем сдавать глубокие научные труды по французской эстетике и выступать на многочисленных научных конференциях и конгрессах с разборами художественных явлений.
После окончания МГИМО Эльга Павловна работала журналистом в газете. Годы журналистской работы развили незаурядные способности подачи информации, подбора стилистически выверенного языка изложения. С августа 1952 года по январь 1953 года работала научным сотрудником сектора Маркса Института марксизма-ленинизма при ЦК КПСС. На протяжении всей жизни занималась переводами художественных и философских текстов с французского языка, например, Ж. Делёза, Ж. Ф. Лиотара, М. Дюфрена и других. За годы службы мужа, Юровского Владислава Александровича, на Балтийском флоте работала лектором в Обществе Знания, в вечернем отделении Института марксизма-ленинизма городов Балтийска и Лиепаи. С 1955 по 1957 годы был литературным сотрудником отдела пропаганды газеты «Калининградская правда», с 1957 по 1959 — внештатным сотрудником газеты «Кронштадский рабочий».

В сентябре 1963 году Э. П. Юровская поступает в аспирантуру Философского факультета ЛГУ на кафедру этики и эстетики. В качестве темы для своего кандидатского диссертационного исследования Эльга Павловна выбрала «Философско-эстетические взгляды Ж.-П. Сартра». В 1965—1966 годах проходила стажировку в парижском университете Сорбонна (что в СССР было доступно немногим студентам и ученым), где непосредственно познакомилась с Ж.-П. Сартром, философские взгляды которого и являлись предметом её исследований в аспирантуре. Позднее Эльга Павловна сама отмечала, что она по её же просьбе была приглашена на встречу-консультацию с философом для обсуждения плана и круга проблем, поднятых в её диссертации. Э. П. Юровская продолжала переписку с французским мыслителем до самой его смерти в 1980 году. В 2006 году Эльга Павловна Юровская в монографии «Ж.-П. Сартр. Жизнь — Философия — Творчество» описала его жизненный путь, философию и творчество как части единого целого. 
«Здесь и повествование о сюжетах и перипетиях жизни главного героя, написанное с литературным мастерством и выражением личного сопереживания, и хроника событий, происходивших более чем за полувековую историю Франции, и анализ философских трудов Сартра, и литературно-критические разборы его художественных произведений. Сартр сходит со страниц книги как живой человек со всеми своими жизненными коллизиями, радостный и печальный, глубоко мыслящий и заблуждающийся, страдающий от непонимания или сам непонимающий, теряющий ориентиры в море политических движений и затем вновь их обретающий. Но главное, и это удалось Эльге Павловне прекрасно показать в своей книге, он всегда оставался верен принципам философии свободы, которые он развивал в своих трудах.»

— Е. Н. Устюгова
После защиты кандидатской диссертации в 1970 году Э. П. Юровская продолжает работать на Философском факультете ЛГУ, читает студентам базовые курсы по эстетике, спецкурсы по истории и современной зарубежной эстетической мысли, специальные семинары по французской культуре и искусству, читала лекции на Филологическом факультете, работала заместителем декана Философского факультета, директором курсов русского языка для американских студентов. Также Эльга Павловна продолжала заниматься научной работой, итогом которой стала защита докторской диссертации в 1986 году по современной французской эстетике, с марта 1987 года являлась профессором. Вместе с активным сбором материалов для исследования Э. П. Юровской были опубликованы книги «Критика формализма в эстетике современной Франции», «Эстетика в борьбе идей. Две тенденции в развитии французской буржуазной эстетики XX века». Эльга Павловна приглашалась для чтения лекций в Загребском, Латвийском, Вроцловском университетах. В последние годы профессором были подготовлены программы курсов «Искусство в зеркале постмодерна», «Художественная культура XX века», «Эстетические проблемы в религиоведении». Профессор Э. П. Юровская являлась научным руководителем 8 кандидатов философских наук.
Позднее Эльга Павловна была инициатором проведения международных конференций в Париже и Санкт-Петербурге («Человек эпохи Просвещения» (1992), «Искусство, эстетика, философия» (1999), «Россия-Франция. Эпоха перемен» (2003). Была членом обществ «Альянс франсез де Сан-Петерсбур» и «Этюд франсез», вице-президентом ассоциации «Диалог культур». После симпозиума «Искусство, эстетика, философия» (сентябрь 1999) с группой философов из Университета Париж 8 в факультетском журнале были переведены и опубликованы материалы выступлений, а выступление кинорежиссёра А. Н. Сокурова переведено на французский язык и опубликовано в журнале «Мувман».
Также известно об организации Эльгой Павловной встречи с Полем Рикёром на Философском факультете, когда тот был в Ленинграде. С 2001 по 2003 годы Э. П. Юровская была руководителем проекта Российского гуманитарного научного фонда (01-03-00157а) по теме «Эстетическая мысль Франции конца XX века — смена парадигм» в сотрудничестве с к. ф. н. Худяковой Л. А. и аспирантом кафедры этики и эстетики Лукашкиным С. С. План проекта был успешно завершён, кроме ряда статей его участников Юровской Э. П. был подготовлена и издана в двух частях (2001, 2004) программа курса лекций по теме гранта. Юровской Э. П. опубликовано свыше 80 научных работ, из них с 2000 по 2004 годы 23 работы. В марте 1989 года Юровская Э. П. награждена медалью Ветеран труда, на основании чего получила и Удостоверение ветерана.

## Научные труды
Среди научных работ Э. П. Юровской по философии искусства, французской философской мысли и эстетике необходимо выделить:
- Ж.-П. Сартр: Жизнь — Философия — Творчество. СПб.: Петрополис, 2006. — 128 с.
- XVIII век — Век Просвещения. (Гл.6) // История эстетики: Учебное пособие / Отв.ред. В. В. Прозерский, Н. В. Голик. — СПб.: Издательство РХГА, 2011. — 815 с.
- Феноменологический анализ искусства: Философские основы эстетики М. Дюфрена. (Гл.23) // История эстетики: Учебное пособие / Отв. ред. В. В. Прозерский, Н. В. Голик. — СПб.: Издательство РХГА, 2011. — 815 с.
- Эстетические проблемы в экзистенциализме: Философские основы эстетических взглядов Сартра. (Гл.24) История эстетики: Учебное пособие / Отв. ред. В. В. Прозерский, Н. В. Голик. — СПб.: Издательство РХГА, 2011. — 815 с.
- Французская эстетика XVII века; Эстетика французского Просвещения. // Лекции по истории эстетики [в 4 кн.] под ред. М. С. Кагана. / Кн.1 — Л.: Изд-во Ленингр. Ун-та, 1973. — 206 с.
- Французская эстетика в эпоху Романтизма. // Лекции по истории эстетики [в 4 кн.] под ред. М. С. Кагана./ Кн.2. Л.: Изд-во Ленингр. Ун-та, 1974. — 200 с.
- Послеромантическая эстетика во Франции XIX в. // Лекции по истории эстетики [в 4 кн.] под ред. М. С. Кагана./ Кн.3.ч.1 — Л.: Изд-во Ленингр. Ун-та, 1976. — 192 с.
- Проблемы эстетики в работах марксистов Франции. //Лек- ции по истории эстетики [в 4 кн.] под ред. М. С. Кагана./ Кн.4 — Л.: Изд-во Ленингр. Ун-та, 1980. — 231 с.
- Критика современной французской буржуазной эстетики. — Л.: О-во «Знание» РСФСР, 1973. — 31 с.
- Критика формализма в буржуазной эстетике современной Франции. Москва: Знание, (Новое в жизни, науке, технике. Серия «Эстетика». No 11), 1977. — 62 с.
- Эстетика в борьбе идей: две тенденции в развитии французской буржуазной эстетики XX в. — Л.: Издательство ЛГУ, 1981. — 144 с.
- Философия культуры во Франции XIX века (Гл.4 и гл.8) // Философия культуры. Становление и развитие. Учебное пособие. Под ред. М. С. Кагана, Ю. В. Перова, В. В. Прозерского, Э. П. Юровской.
- Эстетические проблемы в экзистенциализме. Философские основы эстетических взглядов Жана-Поля Сартра. Проблемы художественного творчества. Теория вовлеченной литературы. (Гл. VI) // Эстетика и теория искусства XX века / Учебное пособие для ВУЗов. Отв. ред. Н. А. Хренов, А. С. Мигунов. — Москва: Прогресс-Традиция, 2005. — 518 с.
- «Новый эротизм» — уже прошлое или предстоящее? // Серия «Symposium», Эстетика в интерпарадигмальном пространстве: перспективы нового века. , Выпуск 16 / Материалы научной конференции 10 октября 2001 г. Санкт-Петербург : Санкт-Петербургское философское общество, 2001. C. 88-92.
- Возвышенное как характеристика современного искусства? // Этическое и эстетическое: 40 лет спустя. / Материалы научной конференции. 26-27 сентября 2000 г. Тезисы докладов и выступлений. Санкт-Петербург : Санкт-Петербургское философское общество, 2000. C.169-171.
- Художественная культура в капиталистическом обществе: структурно-типологическое исследование. Бернштейн Б. М., Валицкая А. П., Григорьев Н. В., Каган М. С., Завадская Е. В., Парибок А. В., Перов Ю. В., Прозерский В. В., Сунягин Г. Ф., Устюгова Е. Н., Юровская Э. П., Акиндинова Т. А., Мосолова Л. М., Резник В. Г., Погоняйло А. Г., Свирида И. И., Смирнов Б. А., Чечот И. Д. Коллективная монография / научный редактор М. С. Каган. Ленинград, 1986.
- Эстетика. История учений в 2 ч. Полубояринова Л. Н., Погоняйло А. Г., Савченкова Н. М., Акиндинова Т. А., Прозерский В. В., Радеев А. Е., Устюгова Е. Н., Никонова С. Б., Джежер Н. С., Сидоров А. М., Грякалов А. А., Юровская Э. П. Учебник / Москва, 2019. Сер. 61 Бакалавр и магистр. Академический курс (2-е изд., пер. и доп). — 731 с.
- История эстетики. Акиндинова Т. А., Апыхтин А. В., Вихрова Е., Грякалов А. А., Джежер Н. С., Никонова С. Б., Петров М. Т., Погоняйло А. Г., Полубояринова Л. Н., Прозерский В. В., Радеев А. Е., Савченкова Н. М., Сергеев В., Сидоров А. М., Устюгова Е. Н., Юровская Э. П. учебное пособие / Ответственные редакторы: В. В. Прозерский, Н. В. Голик. Санкт-Петербург, 2011. — 815 с.

Переводы:
- Делёз Ж. Различие и повторение. Перевод с французского Н. Б. Маньков- ской, Э. П. Юровской. — СПб.: ТОО ТК «Петрополис», 1998. — 384 с.
- Сартр Ж.-П. Философские пьесы [Текст] / Ж.-П. Сартр; пер. С фр.: Г. Брейт- бурда, Л. Зининой, Л. Каменской; послесл. И коммент. Э. П. Юровской. — М.: Канон, 1996. — 384 с.